# Кисленко, Сергей Витальевич
Серге́й Вита́льевич Кисле́нко (укр. Сергій Віталійович Кисленко; род. 30 июня 1998, Тарановка, Харьковская область) — украинский футболист, нападающий клуба «Ингулец».

## Биография
Начинал заниматься спортом в футбольной секции в селе Тарановка Харьковской области, первый тренер — Николай Пильгуй. На юношеском уровне играл за харьковские ДЮСШ-9 и «УФК-Олимпик». В 2016 году защищал цвета любительского коллектива «Гелиос-Академия», фарм-клуба харьковского «Гелиоса», за который отличился 6-ю голами в 7-ми матчах первой лиги чемпионата Харьковской области.
Летом 2017 года перешёл во второлиговый «Львов». Дебютировал в составе «горожан» 15 июля 2017 года в победном (4:3) домашнем поединке 1-го тура Второй лиги Украины против черновицкой «Буковины». Сергей вышел на поле в стартовом составе и отыграл весь матч, а также отличился хет-триком (забивал мячи на 31, 80 и 82 минутах). В начале декабря 2017 года появилась информация, по которой скауты тираспольского «Шерифа» следят за Кисленко, но всё ограничилось только слухами. В начале февраля 2018 года Сергей отправился на просмотр в полтавскую «Ворсклу», но до подписания контракта дело так и не дошло. По словам самого футболиста, он имел предложения и от других клубов, но конкретные названия команд не указал. Всего в сезоне 2017/18 забил 9 мячей в 27 матчах чемпионата. В кубке Украины провёл за львовский клуб 5 игр, у которых отличился пятью голами, и стал лучшим бомбардиром турнира.
Сезон 2018/19 «Львов» начал в Премьер-лиге. Сергей стал выступать в основном за молодёжную команду горожан в молодёжном чемпионате Украины. 26 августа 2018 года провёл единственный матч в УПЛ за львовян, выйдя на 78-й минуте в выездном матче против «Мариуполя».
В январе 2019 года был на просмотре в «Металлисте 1925», однако уже 6 февраля того же года подписал контракт с второлиговым клубом «Калуш».
В начале августа 2019 года подписал контракт с тернопольской «Нивой». В составе тернополян дебютировал 19 августа 2019 года в победном (1:0) домашнем поединке 1-го тура Второй лиги Украины против житомирского «Полесья». Сергей вышел на поле на 77-й минуте, заменив Максима Процева, а также отличился победным голом, забив в ворота житомирцев на 94-й минуте. В сезоне 2021/22 стал лучшим бомбардиром «Нивы» и третьим в чемпионате Первой лиги, забив 8 мячей (все из игры). Всего провёл за тернополян 66 матчей (из них 62 в чемпионате и 4 в кубке Украины) и с показателем в 24 гола стал лучшим бомбардиром «Нивы» в новейшей истории клуба. В начале декабря 2021 года продлил соглашение с тернопольским клубом до 30 июня 2023 года.
9 декабря 2021 года отправился на просмотр во «Львов», также сообщалось об интересе к нему со стороны других клубов Премьер-лиги.
10 января 2022 года Кисленко подписал трёхлетний контракт с житомирским «Полесьем». По сообщениям журналистов, «Полесье» заплатило тернопольской «Ниве» за трансфер нападающего 100 тысяч долларов. За команду дебютировал 17 сентября 2022 года в ничейном (0:0) выездном поединке 4-го тура Первой лиги против своего предыдущего клуба, тернопольской «Нивы», заменив на 87-й минуте Богдана Кушниренко.
13 октября 2023 года Кисленко перешёл во второлиговый «Звягель» из одноименного города. В составе звягельцев дебютировал 21 октября 2023 года в проигранном (3:1) выездном поединке 14-го тура Второй лиги против стрыйской «Скалы». Сергей вышел на поле на 92 минуте, заменив Дениса Ндукве.